# Jesús Gómez Portugal Montenegro
Jesús Gómez Portugal Montenegro (Ciudad de México, 14 de mayo de 1941-Ciudad de México, 24 de noviembre de 2017) fue un jinete mexicano que compitió en la modalidad de salto ecuestre. Participó en los Juegos Olímpicos de Moscú 1980, obteniendo una medalla de bronce en la prueba por equipos.

## Palmarés internacional
| Juegos Olímpicos | Juegos Olímpicos | Juegos Olímpicos  | Juegos Olímpicos |
| Año              | Lugar            | Medalla           | Categoría        |
| ---------------- | ---------------- | ----------------- | ---------------- |
| 1980             | Moscú (URSS)     | Medalla de bronce | Por equipos      |